# Ursula Karven
Ursula Ganzenmüller (connue sous le nom de nom de plume de Ursula Karven, née le 17 septembre 1964  à Ulm) est une actrice et écrivaine allemande.

## Biographie
Née à Ulm, Bade-Wurtemberg, le 17 septembre 1964, elle fait ses débuts en 1984, à 20 ans, avec la participation au film Ein irres Feeling, dirigé par Nikolas Müllerschön.
En 1986, elle apparaît pour la première fois à la télévision dans un épisode de la treizième saison de la série télévisée Inspecteur Derrick, épisode intitulé Le témoin (Der Augenzeuge). En 1989, elle participe à la mise en scène de la série télévisée Rivalen der Rennbahn, où elle joue le rôle de Jeannette.
En 1994, elle participe à la mise en scène de la série télévisée Elbflorenz, où elle joue le rôle de Katja Böhling.
En juin 2001 sa vie personnelle est perturbée par une tragédie familiale, la mort de son fils Daniel, né en 1997 de sa relation avec James Veres. Il se noie dans la piscine de la maison du musicien Tommy Lee à Santa Monica lors d'une fête d'anniversaire. Lee est ensuite acquitté lors du procès pour négligence qui lui est intenté. 
Les années suivantes, elle se consacre de nouveau au cinéma, en participant notamment au film criminal Impact.  Plus tard, en 2006, elle est la star de la série Diagnostics (M.E.T.R.O. – Ein Team auf Leben und Tod), où elle joue le rôle de Katharina Hansen.
En 2012, à 47 ans, elle pose pour la couverture du magazine Playboy,. 
L'année suivante, elle joue dans le téléfilm Pas avec moi chérie (de) réalisé par Thomas Nennstiel. Elle y joue le rôle de Nina von der Heyden.

## Filmographie partielle

### Télévision
- 1986: Inspecteur Derrick: Der Augenzeuge (Le témoin oculaire)
- 1987: Inspecteur Derrick: Der Tote auf dem Parkbank (Le cadavre du parc): Patricia Lommer

- 1990 : Détective Gentleman : Lisa
- 1990 : La Misère des riches : Carla Schmidt
- 1992: Inspecteur Derrick: Die Festmenüs des Herrn Borgelt (Les festins de Monsieur Borgelt): Marlene Schall
- 2006 : Diagnostics (M.E.T.R.O., ein Team auf Leben und Tod) : Dr. Katharina Hansen
- 2009 : La Colère du volcan (Vulkan) : Renate Maug

### Cinéma
- 1984 : Ein irres Feeling, dir. de Nikolas Müllerschön]
- 1985 : Die Küken kommen
- 1986 : Die Schokoladenschnüffler
- 1986 : Wie treu ist Nik?
- 1990 : Feu, Glace et Dynamite de Willy Bogner
- 1992 : Ein Engel für Felix
- 1995 : Tödliches Leben - Stefanie
- 2002 : Impatto criminale, dir. de Terry Cunningham

## Publications
- 2003 : Yoga für die Seele
- 2005 : Sina und die Yogakatze
- 2006 : Das große Babybuch
- 2006 : Das große Schwangerschaftsbuch
- 2007 : Sinas Yogakatze und der singende Weihnachtsbaum
- 2007 : Yoga für Dich
- 2007 : Yoga für dich und überall, Gräfe und Unzer, München; 1. Auflage 2007,  (ISBN 978-3-8338-0762-6)
- 2009 : Yoga del Mar – Power Yoga II
- 2011 : Mein Kochbuch für Kochmuffel
- 2013 : Loslassen Yoga-Weisheiten für dich und überall